# Achyrothalamus
Achyrothalamus é um género botânico pertencente à família Asteraceae.
Trata-se de um género reconhecido pelo sistema de classificação filogenética Angiosperm Phylogeny Website.

## Taxonomia
O género foi descrito por Karl August Otto Hoffmann e publicado em Botanische Jahrbücher für Systematik, Pflanzengeschichte und Pflanzengeographie 15: 541. 1893.

## Espécies
Segundo a base de dados Tropicos, este género possui 2 espécies:
- Achyrothalamus marginatus
- Achyrothalamus teitensis